# Bremenium
Bremenium je starověká římská pevnost (castrum) u vsi Rochester (High Rochester) v anglickém hrabství Northumberland. Patřila k obranným strukturám postaveným podél římské silnice Dere Street. Bremenium leží od Hadriánova valu dosti daleko směrem na sever.

## Název pevnosti
Pojmenování Bremenium znamená místo, kde hučí proud. Tím proudem je míněn Sills Burn, který teče úzkým údolím na západ od pevnosti. Název je právě v podobě Bremenium doložen v ravennské kosmografii, Itineráři císaře Antonina i v Ptolemaiově Geografii.

## Poloha pevnosti
Pevnost se nachází ve vsi Rochester, osm kilometrů severozápadně od vesnice Otterburn na silnici A68 mezi Corbridge a městem Jedburgh. Leží čtrnáct lometrů severně od římské pevnosti Risingham (Římany nazývanou Habitancum), která se nachází o něco víc k jihu na silnici Dere Street, spojující York a pevnost Corbridge, z níž pokračovala do městečka Melrose.

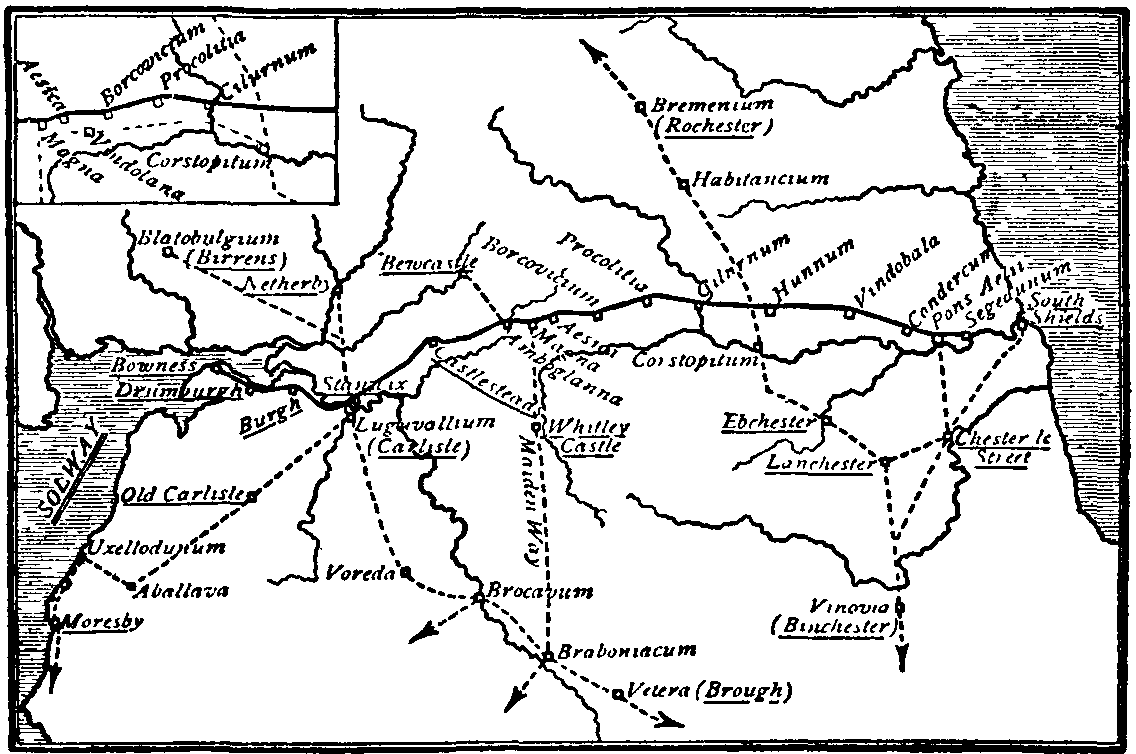
Poloha pevnosti vzhledem k Hadriánovu valu (nahoře napravo od středu mapy)

Východně od pevnosti šla další římská silnice, a to do pevnosti Learchild, kde se spojila se silnicí nazvanou Devil's Causeway, která vedla do města Berwick upon Tweed.
Pro Bremenium stavitelé zvolili výhodnou pozici na konci vyvýšeniny, jejíž severní a západní svah pak už strmě klesá a která poskytuje nerušený výhled do údolí Rede Valley i Dere Street. Nejlepší výhled na tuto silnici se naskýtá od západní brány pevnosti; je stále vidět jako tmavá linie, která stoupá po druhém břehu Sills Burn a potom zahýbá doprava. Cesta vedla k několika římským pochodovým táborům a Chew Green, než zamířila do Skotska.

## Popis

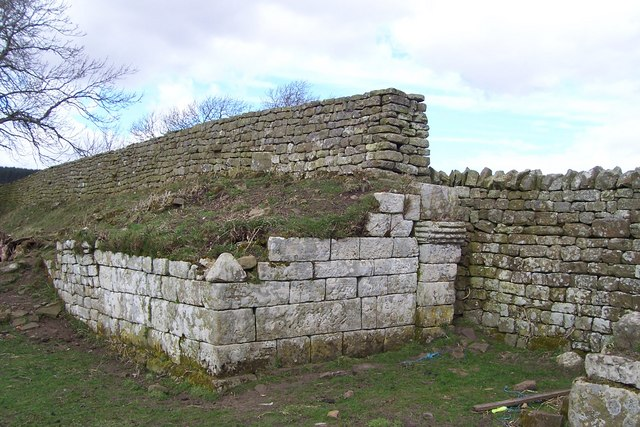
Západní brána pevnosti Bremenium

Pevnost podlouhlého tvaru měří 148 metrů od severu k jihu a 136 metrů od východu na západ, zabírá plochu 20 000 m². V každé ze čtyř kamenných zdí doplněných hliněným valem byla brána.

### Fáze výstavby
Výstavba pevnosti probíhala ve třech fázích: první, v letech 78 až 85, byla postavena v době první invaze do Skotska, aby střežila Dere Street, hlavní římskou silnici do Skotska, a tento úkol plnila po celou dobu své existence.
V první fázi šlo zřejmě o dřevěnou pevnost s travnatým valem. Dřevěnou pevnost zbořili před stažením vojsk ze Skotska.

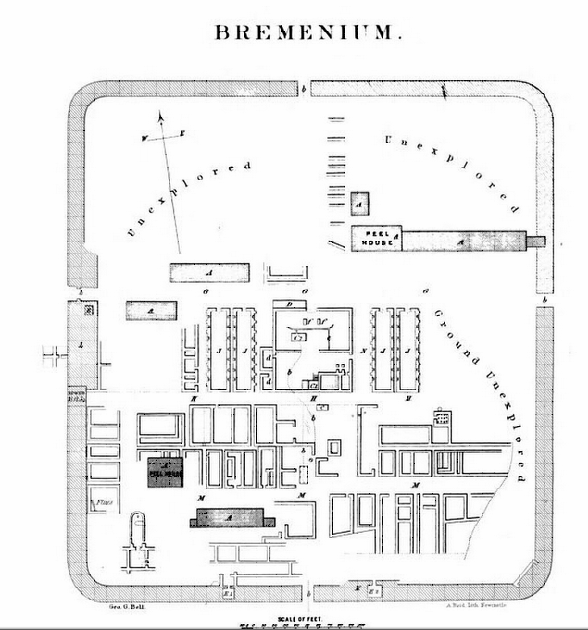
Bremenium, plánek zhotovený v roce 1902

Druhá fáze (rok139) byla pravděpodobně spojena s druhou invazí do Skotska. (Za Hadriána obydlena nebyla). Když byl guvernérem Británie Quintus Lollius Urbicus, postavili ji z kamene. Právě on v roce 142 pevnost navštívil cestou na sever kvůli výstavbě Antoninova valu. Posádka v ní zůstala dokonce i po tom, co Římané Antoninův val na začátku šedesátých let 2. století opustili.
Viditelné pozůstatky pocházejí ze třetího období. Pevnost byla postavena znovu v souvislosti s pracemi na valu v prvních letech 3. století. Zvláštní pozornost při nich zřejmě věnovali pevnostem předsunutým na sever i na jih od valu, aby byl co nejsilnější.
Tehdejší pevnost měla silné kamenné zdi, čtyři brány, věže v rozích a mezi nimi a branami další věžičky. Zbytky zdí jsou vidět na západní straně; lze si prohlédnout také severní a západní bránu nebo část jedné z věžiček poblíž silnice. Bránu na jižní straně zbořili před 200 lety. Lze také rozpoznat šest obranných příkopů.
Na jih od pevnosti byly nalezeny pozůstatky významného počtu domů, včetně velké budovy velitelství pevnosti. U západní strany pevnosti byl zvenku přístavek, pravděpodobně lázně.

### Katapulty
Pevnost je neobvyklá tím, že ji už ve 3. století postavili tak, aby měla zázemí příhodné pro střelbu z katapultů. Stěny měla mohutnější než většina římských pevností a ze zdí téměř deset metrů dozadu vystupovaly kamenné plošiny, na kterých stály stroje podobné katapultu. Stroje známé pod názvem onagri, byly menší verze balisty a za svou sílu vděčily energii zkrouceného žíněného provazu. Ze severních hradeb díky nim mohli obránci zasypávat střelami kohokoli, kdo se ze severu po Dere Street blížil.

## Posádka

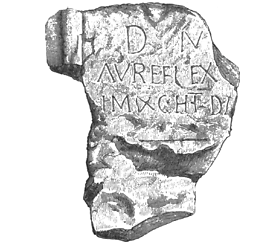
Náhrobní nápis Aurelius Ex[....]imi z kohorty I Dalmatorum, nalezen v roce 1790 v Rochesteru

### Kohorty
V 2. století zde sídlila první kohorta složená z příslušníků keltského kmene Lingones z Galie (v síle 500 mužů, částečně jízdní), později první kohorta Dalmatinců (pěchota) a ve 3. století první kohorta Vardulů (1000 mužů, částečně jízdní, s jednotkou zvědů).

### Zvědové

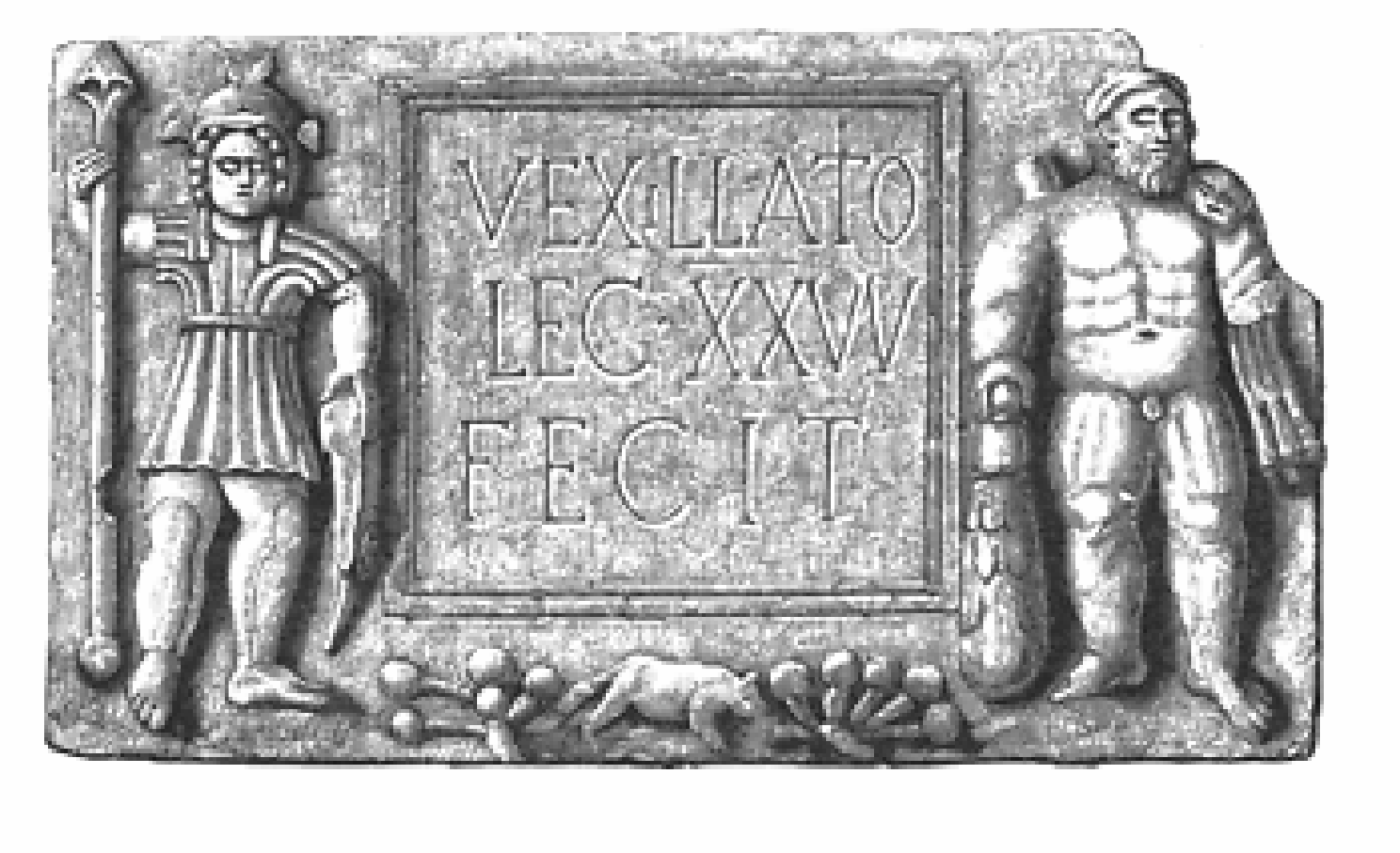
Nápis z pevnosti Bremenium, XX. legie

Zvědové jezdili na koních na území na sever od valu s rozkazem zjišťovat přesuny nepřítele dřív, než se dostane do blízkosti pevností. Nechvalně prosluli v důsledku spiknutí s barbary, při kterém se Piktové, Irové a Sasové spojili a v roce 367 společně zaútočili. Zvědy podplatili, aby jednotky postupující na val nehlásili.
Pevnost byla opuštěna v první čtvrtině 4. století, ještě před zradou zvědů, a zbořena kolem roku 350. Kam byli zvědové přesunuti po odchodu z pevnosti, není známo.

## Současný stav
Pevnost ležela tam, kde je rochesterská náves. Nejlépe se zachovala západní zeď, která se skládá z téměř třímetrového náspu zpevněného kameny. Lze vidět i část západní brány, ale mnoho kamene bylo z pevnosti odvezeno, aby sloužil jako stavební materiál pro místní domy.

## Archeologické nálezy
Vykopávky v letech 1852 a 1855 byly špatně zdokumentované. Další, rozsahem malé vykopávky proběhly v roce 1935. Prokázaly, že v pevnosti stálo mnoho staveb a celá řada z nich měla hypokaust.